# Worthernocken
Worthernocken war ein Wohnplatz in der bergischen Großstadt Wuppertal. Heute ist der Ort eine bewaldete Wüstung.

## Lage und Beschreibung
Der Wohnplatz lag im Norden der Stadt auf 275 Meter über Normalnull im Südwesten des Wuppertaler Wohnquartiers Dönberg im Stadtbezirk Uellendahl-Katernberg auf dem Höhenzug Woltersberg. Das Waldgebiet trägt heute den Namen Am Woternocken.
Benachbarte Orte sind Saurenhaus, Schmürsches, Schmitzhaus, Heidacker, Webershaus, Halfmannsberg, Katzenbruch, Neuenbaum und Woltersberg.
In der lokalen Mundart wurde der Ort auch als am kölschen Drick bezeichnet.

## Geschichte
Worthernocken ist vermutlich ein Abspliss des nahen Hofs Worth. Der Ort ist auf der Topographischen Aufnahme der Rheinlande von 1824 als Woternasen und auf der Preußischen Uraufnahme von 1843 als Worthernocken verzeichnet. 
Im 19. Jahrhundert gehörte Worthernocken zu der Bauerschaft Obensiebeneick in der Bürgermeisterei Hardenberg, die 1935 in Neviges umbenannt wurde. Damit gehörte es von 1816 bis 1861 zum Kreis Elberfeld und ab 1861 zum alten Kreis Mettmann. 
Im Gemeindelexikon für die Provinz Rheinland von 1888 werden für Worthernocken ein Wohnhaus mit 15 Einwohnern angegeben. Der Ort wird zu der Zeit Worther Nocken genannt.
Mit der Kommunalreform von 1929 wurde der südöstliche Teil von Obensiebeneick um Worthernocken abgespalten und zusammen mit südlichen Dönberger Ortschaften in die neu gegründete Stadt Wuppertal eingemeindet, der Rest Obensiebeneicks verblieb zunächst bei Neviges. Durch die nordrhein-westfälische Gebietsreform kam Neviges mit Beginn des Jahres 1975 zur Stadt Velbert und das restliche Obensiebeneick wurde ebenfalls Wuppertal eingemeindet.
Vor der Wende des 19. zum 20. Jahrhundert ist der Ort wüst gefallen.